# Communauté de communes Chinon, Vienne et Loire
La Communauté de communes Chinon, Vienne et Loire est une communauté de communes française, située dans le département d'Indre-et-Loire, région Centre-Val de Loire, qui a été créée le 1er janvier 2014.

## Historique
La communauté de communes Chinon, Vienne et Loire a été constituée le 1er janvier 2014 par la fusion, conformément aux prescriptions de la loi de réforme des collectivités territoriales du 16 décembre 2010, qui a prévu le renforcement et la simplification des intercommunalités et la constitution de structures intercommunales de grande taille, de la communauté de communes de Rivière-Chinon-Saint-Benoît-la-Forêt, de la communauté de communes de la Rive gauche de la Vienne et de la communauté de communes du Véron .
Le 1er janvier 2017, les communes d'Anché et Cravant-les-Côteaux (ancienne C.C. du Bouchardais) rejoignent la communauté de communes, portant le total des communes membres à dix-huit.
Le 1er janvier 2018, la commune de Chouzé-sur-Loire (ancienne C.C. de Touraine Nord Ouest) rejoint la communauté de communes, portant le total des communes membres à dix-neuf.

## Territoire

### Géographie physique
Située à l'ouest du département d'Indre-et-Loire, la communauté de communes Chinon, Vienne et Loire regroupe 19 communes et présente une superficie de 347,1 km2.

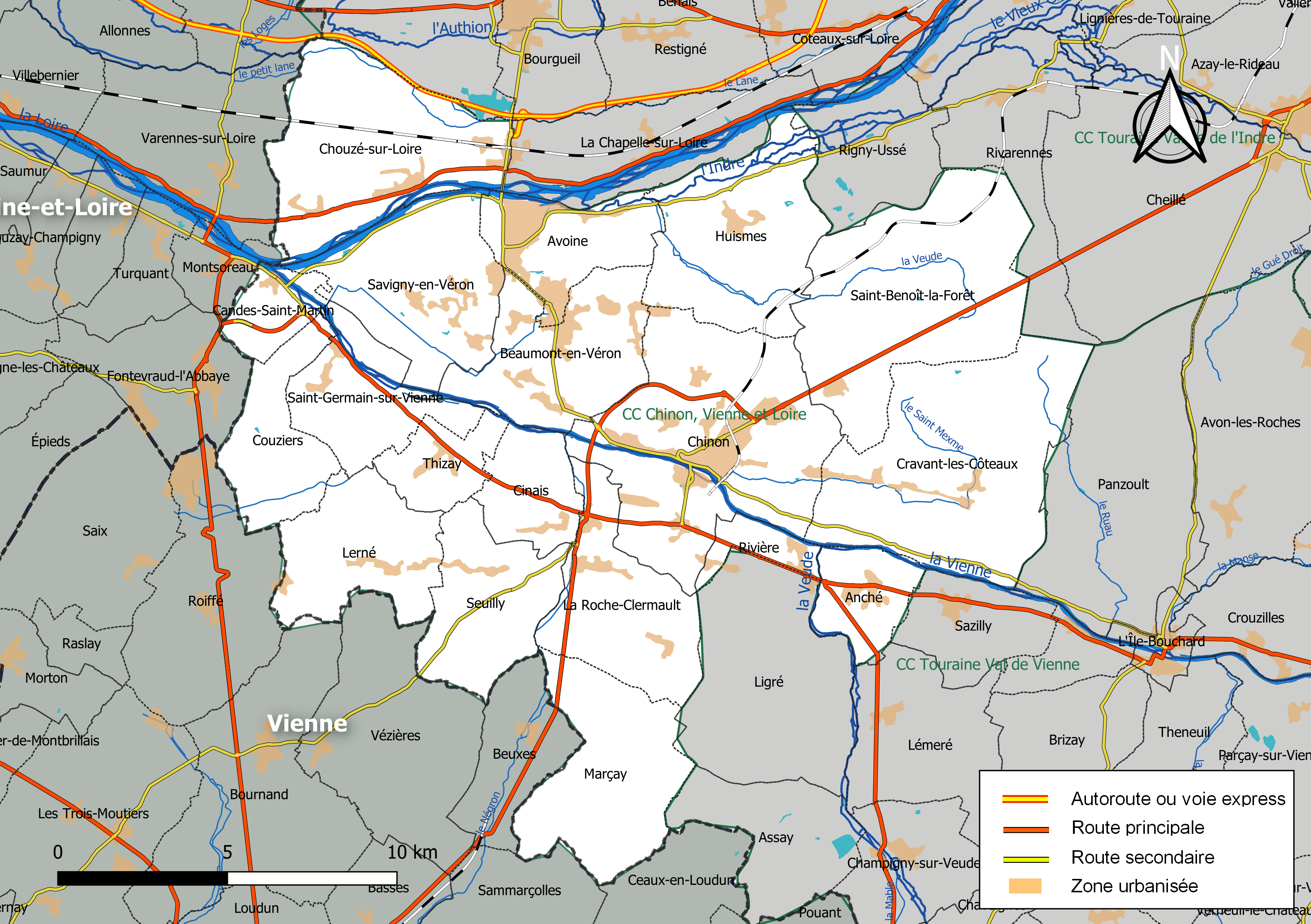
Carte de la communauté de communes Chinon, Vienne et Loire au 1er janvier 2019.

### Composition

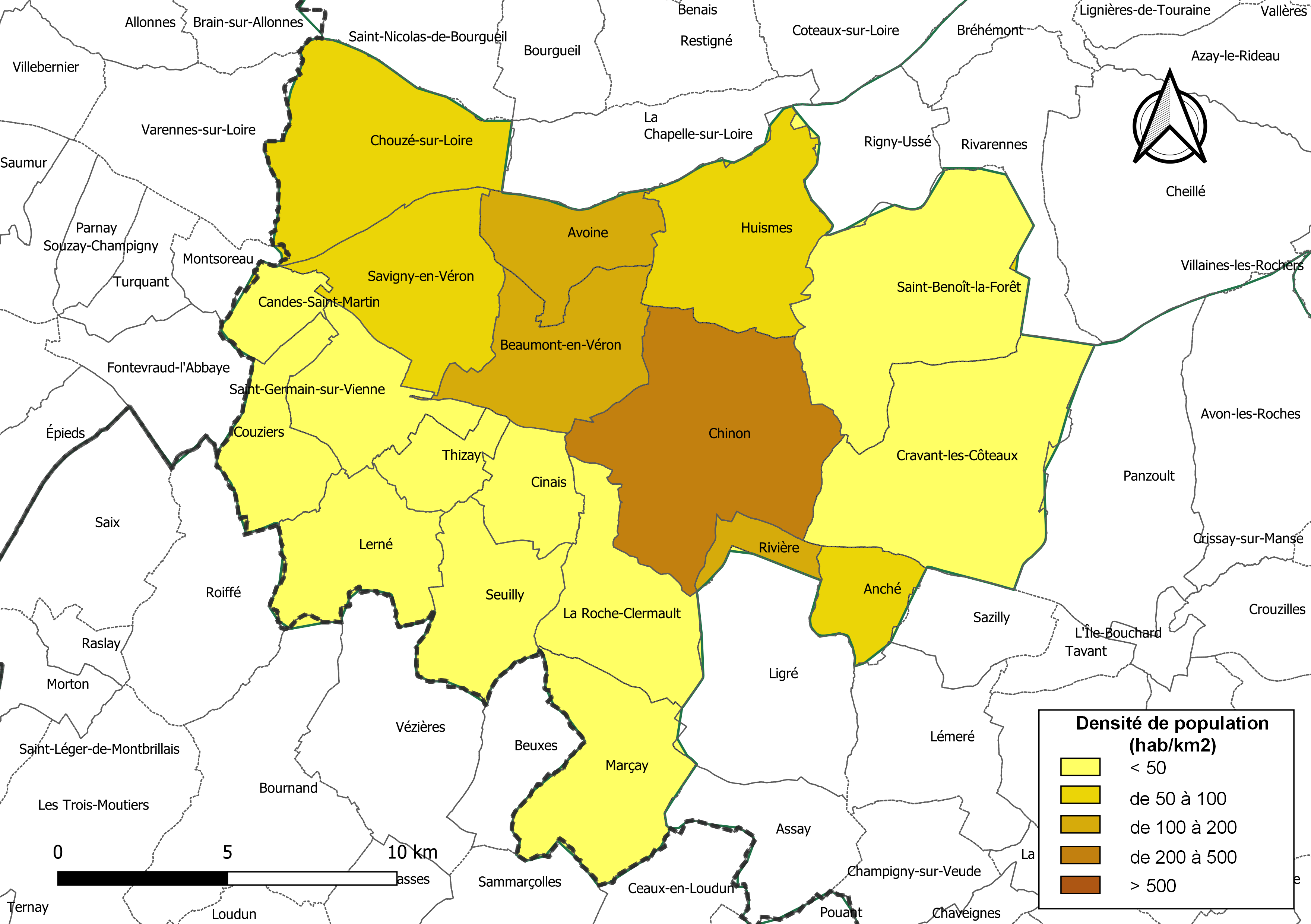
Carte des densités de population (millésimée 2016) des communes de la communauté de communes Chinon, Vienne et Loire. Composition en communes au 1er janvier 2019.

En 2023, la communauté de communes est composée des 19 communes suivantes :

| Nom                      | Code Insee | Gentilé       | Superficie (km2) | Population (dernière pop. légale) | Densité (hab./km2) |
| ------------------------ | ---------- | ------------- | ---------------- | --------------------------------- | ------------------ |
| Avoine (siège)           | 37011      | Avoinais      | 12,58            | 1 994 (2022)                      | 159                |
| Anché                    | 37004      | Anchéens      | 7,99             | 429 (2022)                        | 54                 |
| Chinon                   | 37072      | Chinonais     | 39,02            | 8 121 (2022)                      | 208                |
| Beaumont-en-Véron        | 37022      | Bellimontois  | 18,83            | 2 719 (2022)                      | 144                |
| Candes-Saint-Martin      | 37042      | Candais       | 5,77             | 182 (2022)                        | 32                 |
| Chouzé-sur-Loire         | 37074      | Chouzéens     | 28,04            | 2 150 (2022)                      | 77                 |
| Cinais                   | 37076      | Cinaisiens    | 8,77             | 378 (2022)                        | 43                 |
| Couziers                 | 37088      | Couzéens      | 12,05            | 117 (2022)                        | 9,7                |
| Cravant-les-Côteaux      | 37089      | Cravantais    | 38,21            | 680 (2022)                        | 18                 |
| Huismes                  | 37118      | Huismois      | 23,82            | 1 446 (2022)                      | 61                 |
| Lerné                    | 37126      | Lernéens      | 16,36            | 347 (2022)                        | 21                 |
| Marçay                   | 37144      | Marcéens      | 21,35            | 487 (2022)                        | 23                 |
| Rivière                  | 37201      | Rivièrois     | 3,66             | 700 (2022)                        | 191                |
| La Roche-Clermault       | 37202      | Clérimaldiens | 18,03            | 546 (2022)                        | 30                 |
| Saint-Benoît-la-Forêt    | 37210      | Bénédictains  | 35,25            | 848 (2022)                        | 24                 |
| Saint-Germain-sur-Vienne | 37220      |               | 13,36            | 358 (2022)                        | 27                 |
| Savigny-en-Véron         | 37242      | Savignéens    | 21,31            | 1 539 (2022)                      | 72                 |
| Seuilly                  | 37248      | Sullaciens    | 15,73            | 392 (2022)                        | 25                 |
| Thizay                   | 37258      | Thizéens      | 6,92             | 302 (2022)                        | 44                 |

### Démographie
| 1968   | 1975   | 1982   | 1990   | 1999   | 2009   | 2014   | 2020   |
| ------ | ------ | ------ | ------ | ------ | ------ | ------ | ------ |
| 20 171 | 20 939 | 22 923 | 23 313 | 23 473 | 23 463 | 23 511 | 23 456 |

## Organisation

### Siège
La communauté de communes a son siège à Avoine, 32 rue Marcel Vignaud .

### Élus
La communauté de communes est administrée par son conseil communautaire, composé pour la mandature 2020-2026  de 50  conseillers municipaux représentant chacune des  communes membres et répartis en fonction de leur population de la manière suivante : 

- 14 délégués pour Chinon ;

- 6 délégués pour Beaumont-en-Véron ;

- 4 délégués pour Avoine et Chouzé-sur-Loire ;

- 3 délégués pour Huismes et Savigny-en-Véron ;

- 2 délégués pour Cravant-les-Côteaux, Rivièren Saint-Benoît-la-Forêt ;

- 1 élu et son suppléant, pour les autres communes.

Au terme des élections municipales de 2020 en Indre-et-Loire, le conseil communautaire renouvelé a réélu le 15 juillet 2020 son président, Jean-Luc Dupont, maire de Chinon, et élu ses onze vice-présidents, qui sont  en 2023 : 
1. Denis Fouché, maire de Cinais ;
2. Sophie Lagrée, adjointe au maire de Chinon ;
3. Didier Godoy, maire d’Avoine ;
4. Geneviève Haillot Ensarguet, maire de Savigny-en-Véron ;
5. Thierry Deguingand, maire de Seuilly ;
6. Denis Moutardier, maire de Huismes ;
7. Daniel Dammery, adjoint au maire de Chinon ;
8. Vincent Naulet, maire de Beaumont-en-Véron ;
9. Gilles Thibault, maire de Chouzé-sur-Loire ;
10. Francine Henry, adjointe au maire d’Avoine ;
11. Claude Bordier, maire de Marcay.

### Liste des présidents
| Période      | Période                         | Identité         | Étiquette | Qualité |
| ------------ | ------------------------------- | ---------------- | --------- | --- |
| janvier 2014 | avril 2014                      | Patrick Guionnet | PS        | Maire d' Avoine (1995 → 2014)                                                                                       |
| avril 2014   | En cours (au 26 septembre 2023) | Jean-Luc Dupont  | UMP → LR  | Maire de Chinon (2014 → ) Président du Syndicat intercommunal d'énergie d'Indre-et-Loire Vice-président de la FNCCR |

### Compétences
La communauté de communes exerce les compétences qui lui ont été transférées par les communes membres, dans les conditions déterminées par le code général des collectivités territoriales. Depuis 2018, il s'agit de : 
- Aménagement de l’espace
- Développement économique
- Tourisme
- Environnement
- Aménagement, entretien et gestion des aires d’accueil des gens du voyage et des terrains familiaux locatifs
- Collecte et le traitement des déchets
- Eau et l’assainissement
- Voirie
- Transport et la mobilité
- Logement
- La gestion scolaire
- Construction, l’entretien et le fonctionnement d’équipements culturels
- Construction, l’entretien et le fonctionnement d’équipements sportifs d’intérêt communautaire
- Enfance jeunesse
- Action sociale et médico-sociale avec une action sociale générale et une politique de prévention et de développement social.

### Régime fiscal et budget
La communauté de communes est un établissement public de coopération intercommunale à fiscalité propre.
Afin de financer l'exercice de ses compétences, l'intercommunalité perçoit la fiscalité professionnelle unique (FPU) – qui a succédé à la taxe professionnelle unique (TPU) – et assure une péréquation de ressources entre les communes résidentielles et celles dotées de zones d'activité.
Elle perçoit également une redevance d'enlèvement des ordures ménagères (REOM), qui finance le fonctionnement de ce service public.
L'intercommunalité ne reverse pas de dotation de solidarité communautaire (DSC) à ses communes membres.

## Projets et réalisations
Conformément aux dispositions légales, une communauté de communes a pour objet d'associer des « communes au sein d'un espace de solidarité, en vue de l'élaboration d'un projet commun de développement et d'aménagement de l'espace ».

### Reacteur nucléaire Newcleo
En février 2025, la start-up Newcleo a initié l'acquisition de terrains sur la Communauté de communes, à proximité de la centrale nucléaire de Chinon, pour y implanter un démonstrateur de réacteur modulaire avancé (AMR) de type réacteur rapide à plomb liquide (LFR-AS-30, 30 MWe) et une ligne pilote de fabrication de combustible nucléaire. Prévu pour une mise en service d'ici 2031, ce projet, d’un coût estimé à 1,2 milliard d'euros, pourrait modifier l'occupation des sols en augmentant la part des zones industrielles. Il est soumis à un débat public organisé par la Commission nationale du débat public (CNDP) pour évaluer ses impacts environnementaux, socio-économiques et de sûreté.